# Region Mamou
Mamou ist eine Region Guineas und hat eine Fläche von 17.074 km². Sie liegt in der Mitte des Landes, an der Grenze zu Sierra Leone. Ihre Hauptstadt ist das gleichnamige Mamou. Die Region hatte bei der letzten Volkszählung 2014 731.188 Einwohner und ist trotz eines starken Bevölkerungswachstums mit 42,8 Einwohnern pro Quadratkilometer immer noch dünn besiedelt.
Geografisch liegt Mamou hauptsächlich im Bergland von Fouta Djallon.

## Verwaltungsgliederung
Die Region Mamou umfasst drei Präfekturen. Diese sind:
| Präfektur    | Fläche in km² | Ew. (2014) männlich | Ew. (2014) weiblich | Ew. (2014) Gesamt | Hauptort |
| ------------ | ------------- | ------------------- | ------------------- | ----------------- | -------- |
| Dalaba       | 3328          | 59.852              | 73.825              | 133.677           | Dalaba   |
| Mamou        | 9108          | 148.157             | 170.824             | 318.981           | Mamou    |
| Pita         | 4638          | 123.999             | 154.531             | 278.530           | Pita     |
| Region Mamou | 17.074        | 332.008             | 399.180             | 731.188           | Mamou    |

## Bedeutende Orte
Einwohnerstärkste Ortschaft der Region ist Mamou mit fast 70.000 Bewohnern. Weitere bedeutende Städte sind Pita und Dalaba.

## Bevölkerung
Die Zahl der Einwohner ist in den letzten Jahrzehnten stark gewachsen. Die Volkszählungen ergaben (1983) 437.212, (1996) 612.218 und (2014) 731.188 Bewohner. Zwischen 1983 und 1996 gab es ein jährliches Bevölkerungswachstum von 2,4 %. Dagegen wuchs die Zahl der Einwohner zwischen 1996 und 2014 jährlich nur noch um 1,0 %.
Von der Einwohnerschaft waren (2014) 332.008 Personen männlich und 399.180 (54,6 % der Bevölkerung) Personen weiblich. Nur 98.527 Personen (13,5 % der Bevölkerung) wohnten 2014 in städtischen Gebieten.
Die Region ist sprachlich einheitlich. Die auch auf staatlicher Ebene bedeutende Sprache Poular (auch Peul; 92,4 % der Einwohner) ist die dominierende Sprache. Die auf staatlicher Ebene ebenfalls bedeutenden Sprachen Malinke (4,3 % der Einwohner) und Sussu (1,9 % der Einwohner) sind die wichtigsten Minderheitensprachen.
Die Region ist beinahe vollständig islamisiert. Der Islam (99,4 % der Einwohner) ist das dominierende Glaubensbekenntnis. Das Christentum (0,5 % der Einwohner) ist in einer Diasporasituation. Es gibt kaum noch Anhänger der traditionellen Religionen. Aber viele Muslime und Christen praktizieren eine Mischreligon aus traditionellem und neuem Glauben. Zudem hat der Sufismus wie überall in Westafrika eine bedeutende Anhängerschaft.